# Bernardo Morando

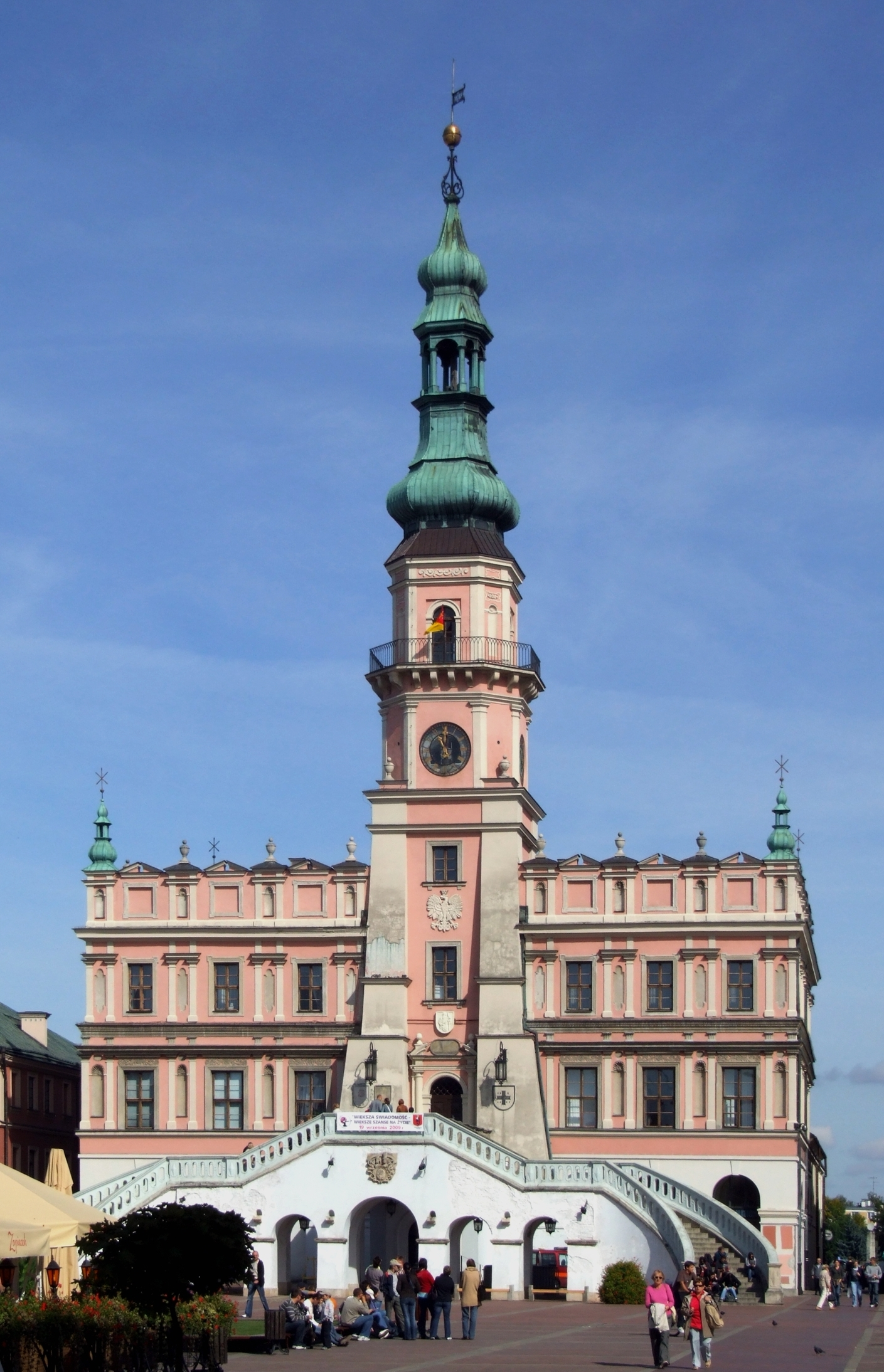
Ratusz w Zamościu

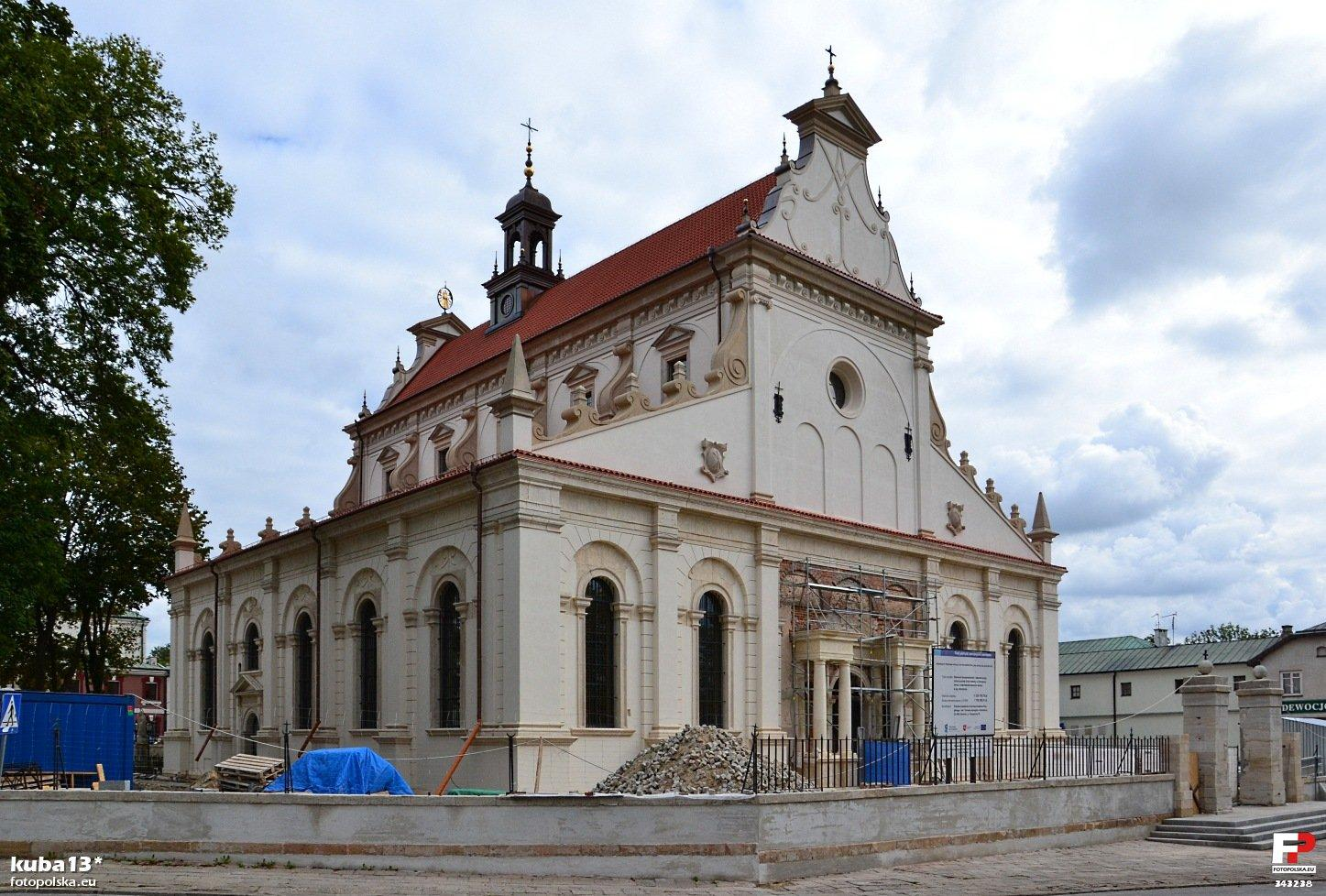
Katedra w Zamościu

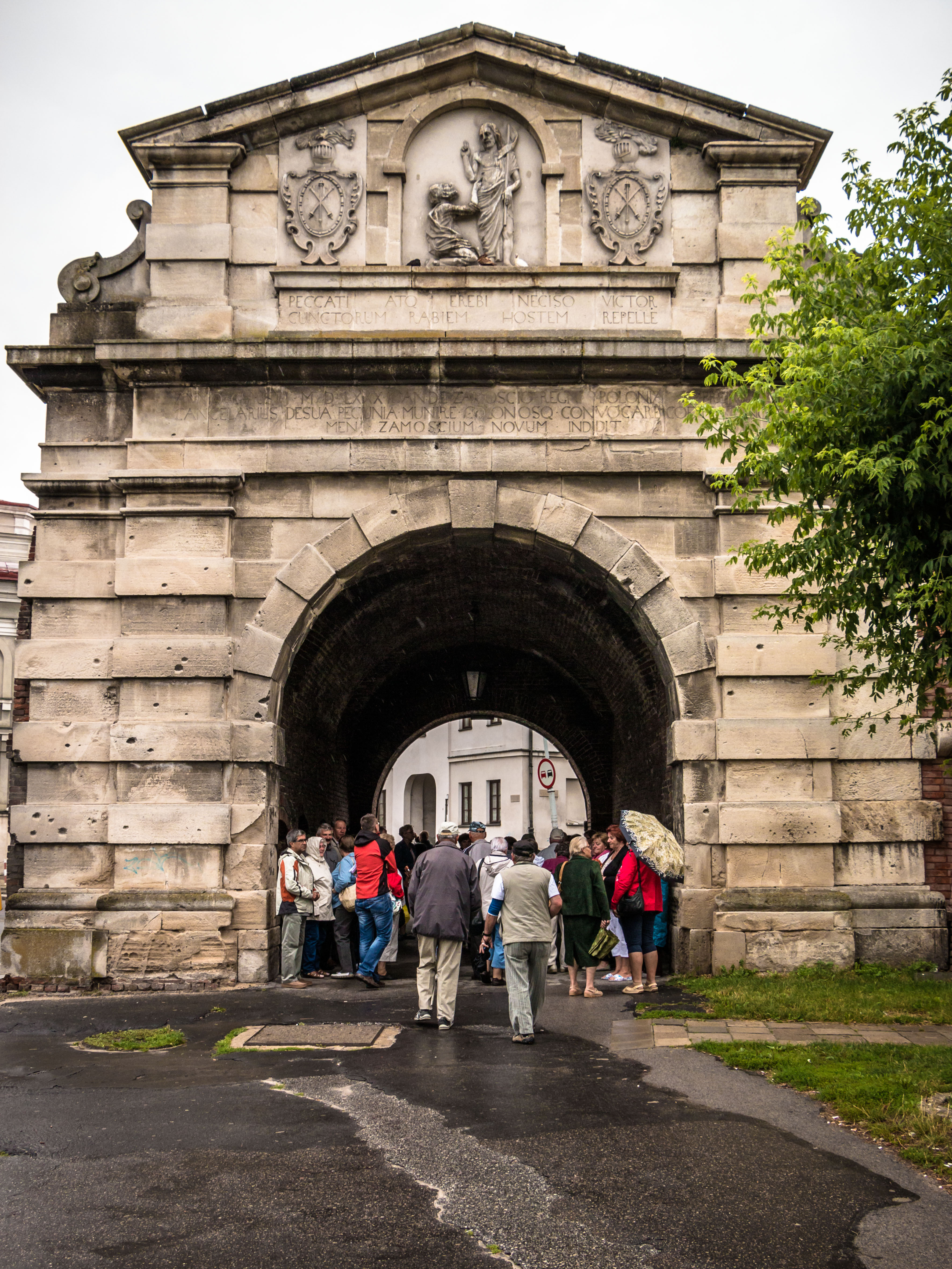
Stara Brama Lwowska w Zamościu

Bernardo Morando, Bernardino, Morandi (ur. około 1540 w Padwie lub Wenecji, zm. w 1600 w Zamościu) – włoski architekt, od 1569 roku pracujący w Polsce. Twórca projektu i do swojej śmierci wykonawca idealnego renesansowego miasta twierdzy – Zamościa.

## Życiorys
Około 1575 brał udział w przebudowie kamienicy w Warszawie − Mansjonarii.
W Bibliotece Ossolińskich znajduje się rękopis umowy o budowanie Zamościa i zamku w Skokówce (na gruntach tej wsi budowany był Zamość), zawartej 1 lipca 1578 roku we Lwowie pomiędzy Janem Zamoyskim a architektem.
W latach 1578–1586 Morando zaprojektował miasto i rozmierzono jego plan w terenie oraz wzniesiono Bramę Lubelską, arsenał i Pałac Jana Zamoyskiego. W latach 1587–1594 Morando zbudował ratusz i największe swe dzieło w Zamościu – kolegiatę (obecnie katedra), która stała się wzorem dla wielu innych obiektów sakralnych Lubelszczyzny. Do swojej śmierci architekt zdążył jeszcze wznieść Bramę Lubelską i dokończyć kolegiatę (1598). Jednocześnie przez cały czas trwała nadzorowana przez Moranda budowa fortyfikacji jego projektu. Dokończył je dopiero w latach dwudziestych XVII wieku Andrzej del Aqua. Jako główny architekt i budowniczy Morando czuwał również nad budową kamienic i innych budynków. Do pomocy w budowie ściągał włoskich budowniczych z Moraw. Współpracował również z niemieckimi kamieniarzami. 
Oprócz Zamościa Bernardo Morando opracował dla Jana Zamoyskiego plany budowy i fortyfikacji Tomaszowa i Szarogrodu na Podolu, nabytego od biskupstwa kamienieckiego w zamian za podwarszawską Pragę. Bernardo Morando był właścicielem dwóch kamienic w Zamościu, w jednej z nich, położonej naprzeciw Bramy Lwowskiej, znajdował się zajazd zwany stantią. W latach 1591–1593 pełnił urząd burmistrza Zamościa. Dzięki staraniu Zamoyskiego został również nobilitowany.
Przypuszcza się, że Bernardo Morando był autorem projektu dekoracji do premiery dramatu Jana Kochanowskiego Odprawa posłów greckich, która odbyła się 12 stycznia 1578 roku w Ujazdowie z okazji wesela Jana Zamoyskiego z Krystyną Radziwiłłówną. Jeżeli to prawda, Morando, oprócz nieśmiertelnej pamięci z tytułu rozwoju polskiej architektury, ma zasługi dla początków polskiego teatru nowożytnego. 
Ożenił się z nieznanego nazwiska Katarzyną, z którą miał sześcioro dzieci. Został prawdopodobnie pochowany w podziemiach zamojskiej kolegiaty. Jego rodzina związała się z Polską i używała nazwiska Morenda pieczętując się herbem Mora, takim jak polscy Murzynowscy. Prawdopodobnie dlatego, że pochodzenie swego nazwiska wywodzili od włoskiego il moro czyli Maur. Jeden z synów, Gabriel, był wójtem i sędzią w Zamościu, uzyskał doktorat w Padwie i wykładał matematykę w Akademii Zamojskiej.

## Nagroda imienia Morando
Od 2008 roku przyznawany jest tytuł Zamojska Osobowość Roku „Morando”. Początkowo trzy redakcje: Kroniki Tygodnia, Radia Lublin (w kolejnych edycjach Katolickiego Radia Zamość) i serwisu www.roztocze.net, a od 2013 roku Fundacja im. Bernardo Morando ufundowana przez Piotra Rogalskiego i Roberta Motekę wraz z kapitułą złożoną z rektorów zamojskich uczelni i laureatów ZOR przyznają tytuł osobie, która w poprzednim roku, w znaczący, pozytywny sposób wpłynęła na społeczność Zamościa. 
Laureaci:
- Andrzej Kędziora, Morando 2008
- Stanisław Orłowski, Morando 2009
- Tadeusz Wicherek, Morando 2010
- Maria Król, Morando 2011
- ks. Tomasz Winogrodzki, Morando 2012
- Marek Jawor, Morando 2013
- Marcin Zamoyski, Morando 2014

Wraz z tytułem przekazywana jest statuetka Zamojska Osobowość Roku „Morando”, wykonana przez Tomasza Bełecha, zamojskiego artystę rzeźbiarza.